# Hintz György (evangélikus lelkész)
Idősebb Hintz György (Segesvár, 1805. január 28. – Kolozsvár, 1876. április 6.) erdélyi szász evangélikus lelkész. Ifj. Hintz György gyógyszerész apja, legifjabb legifj. Hintz György nagyapja.

## Élete
A gimnáziumot szülővárosában végezte, majd 1827-ben a bécsi protestáns teológiai intézetbe iratkozott be. 1833-tól Kolozsváron volt helyettes lelkész, majd elődje halála után 1837-ben rendes lelkésznek választották. 1861-től bevezette a német nyelvű istentiszteletek mellett a magyar nyelvűeket is; magyar nyelvű prédikáció miatt hívei ezüst kelyhet ajándékoztak neki.

## Munkái
- Worte des Andenkens, des Trostes und der Erbauung an dem Sarge des selig verstorbenen Herrn Daniel Slaby, bürgerlichen Apothekers… allhier gesprochen in dem Gotteshause der Evangelischen am 23. Januar 1835. Klausenburg, 1835.
- Gedächtnisspredigt auf Kaiser Franz I., gehalten den 29. März. 1835 in der Klausenburger evang. Kirche. Klausenburg, 1835. (A jövedelem a község javára fordíttatott.)
- Gedächtnisspredigt zur dankbaren Erinnerung an den am 14. April 1837 in Maros-Vásárhely verstorbenen Pfarrer der Evang. Luther. Gemeinde in Klausenburg A. C. Herrn Martin Liedemann. Klausenburg, 1837.
- Die Empfindungen christlicher Staatsbürger beim Zusammentritte ihrer Vaterlandsvertreter um den Thron des Fürsten. Predigt gehalten vor Eröffnung des Landtags über Math. 22, 15- 22. Klausenburg, 1841. (A jövedelem az orgona költségeire fordíttatott.)
- Rede. Am Goldenen Hochzeitsfeste des Michael Bell, Prediger zu Klausenburg. Kronstadt. 1845.
- Die letzten Lebensmomente des am 11. Mai 1849 in Klausenburg hingerichteten Meschner Pfarrers Stephan Ludwig Roth. Klausenburg, 1850. (A jövedelem a meghalt emlékére fordíttatott.)
- Gedächtnissrede auf den am 8. April 1860 verstorbenen Grafen Stephan Széchenyi, gehalten am 13. Mai 1860. in der evangelisch-lutherischen Kirche in Klausenburg. Klausenburg, 1860.